# Chaos! Schwiegersohn Junior im Gerichtssaal
Chaos! Schwiegersohn Junior im Gerichtssaal (Alternativtitel: Chaos-Junior – Ein Trottel im Gerichtssaal; Originaltitel: Jury Duty) ist eine US-amerikanische Filmkomödie von John Fortenberry aus dem Jahr 1995 mit Pauly Shore in der Hauptrolle.

## Handlung
Tommy Collins ist arbeitslos und wohnt im Wohnmobil seiner Mutter. Die Frau und ihr Freund wollen mit dem Wohnmobil nach Las Vegas fahren, wo sie heiraten wollen. Collins sucht eine Unterkunft für diese Zeit.
Collins wird als Geschworener bei einem Gericht berufen; in dieser Funktion erhält er kostenlose Wohnung, Verpflegung und ein Taschengeld. Er wirbt um seine Kollegin Monica, die ihn jedoch zurückweist. Collins versucht, den Prozess in die Länge zu ziehen, um die Vergünstigungen länger zu erhalten. 
Er vermutet, dass der Angeklagte Carl Wayne Bishop unschuldig ist und dass der Täter ein radikaler Umweltschützer ist, so wie es der Geschworene Frank ist. Dieser gesteht daraufhin und will Collins und Monica töten. Er kann jedoch überwältigt werden. Collins und Monica küssen sich. Auch der Richter ist mit der Klärung des Falls zufrieden. 
Collins verdient Geld beim Männerstrip, studiert damit und wird ein erfolgreicher Anwalt.

## Kritiken
Roger Ebert schrieb in der Chicago Sun-Times vom 12. April 1995, er stimme dem Komiker Pauly Shore zu, die von ihm gespielten Charaktere seien „anstößig“. Er stimme ihm aber nicht zu, diese seien komisch. Der Film sei ein weiterer Versuch im „Mach-es-blöder-Lotto“ („another entry in the national Dumbing It Down sweepstakes“). Jim Carrey sei verglichen mit Shore „virtuos“.
Hal Hinson schrieb in der Washington Post vom 13. April 1995, bereits der Titel sollte für die Zuschauer Warnung genug sein, fernzubleiben. Der Film sei eine Ansammlung der billigen Gags.
Das Lexikon des internationalen Films schrieb: „Der als Justizkomödie gedachte Film erschöpft sich in einer Aneinanderreihung von infantilen Gags, Klamauk und schlüpfrigen Witzen, wobei der idiotische Hauptdarsteller allzu schnell auf die Nerven geht.“

## Auszeichnungen
Pauly Shore erhielt im Jahr 1996 als Schlechtester Schauspieler die Goldene Himbeere.

## Hintergrund
Der Film wurde in Los Angeles gedreht. Er spielte in den Kinos der USA ca. 17 Millionen US-Dollar ein.